# Ben F. Reynolds
Ben F. Reynolds (Woodville, 21 luglio 1890 – Los Angeles, 14 febbraio 1948) è stato un direttore della fotografia statunitense noto soprattutto per le sue collaborazioni, all'epoca del muto, con John Ford e con Erich von Stroheim.

## Filmografia
- L'uomo segreto (The Secret Man), regia di John Ford (1917)
- All'assalto del viale (Bucking Broadway), regia di John Ford (1917)
- I cavalieri fantasma (The Phantom Riders), regia di John Ford (1918)
- Donne selvagge (Wild Women), regia di John Ford (1918)
- L'oro dei ladri (Thieves' Gold), regia di John Ford (1918)
- La goccia scarlatta (The Scarlet Drop), regia di John Ford (1918)
- Indemoniato, regia di John Ford (1918)
- Inganno di donna (A Woman's Fool), regia di John Ford (1918)
- Beans, regia di John Francis Dillon (1918)
- Tre uomini a cavallo (Three Mounted Men), regia di John Ford (1918)
- Lotta per amore (A Fight for Love), regia di John Ford (1919)
- Under Suspicion, regia di William C. Dowlan (1919)
- Mariti ciechi (Blind Husbands), regia di Erich von Stroheim (1919)
- Alias Miss Dodd, regia di Harry L. Franklin (1920)
- Il grimaldello del diavolo (The Devil's Passkey), regia di Erich von Stroheim (1920)
- The Supreme Passion, regia di Samuel R. Bradley (1921)
- The Big Town Round-Up, regia di Lynn Reynolds (1921)
- False Kisses, regia di Paul Scardon (1921)
- Shattered Dreams, regia di Paul Scardon (1922)
- Femmine folli (Foolish Wives), regia di Erich von Stroheim (1922)
- The Golden Gallows, regia di Paul Scardon (1922)
- A Wonderful Wife, regia di Paul Scardon (1922)
- The Long Chance, regia di Jack Conway (1922)
- Another Man's Shoes, regia di Jack Conway (1922)
- The Ghost Patrol, regia di Nat Ross (1923)
- Stormswept, regia di Robert Thornby (1923)
- The Prisoner, regia di Jack Conway (1923)
- Donne viennesi (Merry-Go-Round), regia di Erich von Stroheim (1923)
- Riders Up, regia di Irving Cummings (1924)
- The Signal Tower, regia di Clarence Brown (1924)
- Butterfly, regia di Clarence Brown (1924)
- The Fast Worker, regia di William A. Seiter (1924)
- Rapacità (Greed), regia di Erich von Stroheim (1924)
- The Denial, regia di Hobart Henley (1925)
- A Slave of Fashion, regia di Hobart Henley (1925)
- La vedova allegra (The Merry Widow), regia di Erich von Stroheim (1925)
- Exchange of Wives, regia di Hobart Henley (1925)
- La sua segretaria (His Secretary), regia di Hobart Henley (1925)
- The Devil's Circus, regia di Benjamin Christensen (1926)
- Sesso... che non tramonta (The Waning Sex), regia di Robert Z. Leonard (1926)
- Blarney
- Tin Hats, regia di Edward Sedgwick (1926)
- There You Are!, regia di Edward Sedgwick (1926)
- Calze di seta (Silk Stockings), regia di Wesley Ruggles (1927)
- The 13th Juror, regia di Edward Laemmle (1927)
- The Fourflusher, regia di Wesley Ruggles (1928)
- Name the Woman, regia di Erle C. Kenton (1928)
- La maniera del forte (The Way of the Strong), regia di Frank Capra (1928)
- Sinfonia nuziale (The Wedding March), regia di Erich von Stroheim (1928)
- Freedom of the Press, regia di George Melford (1928)
- The Little Wildcat, regia di Ray Enright (1928)
- Man, Woman and Wife, regia di Edward Laemmle (1928)
- The Greyhound Limited, regia di Howard Bretherton (1929)
- Stolen Kisses, regia di Ray Enright (1929)
- Sonny Boy, regia di Archie Mayo (1929)
- Kid Gloves, regia di Ray Enright (1929)
- Honky Tonk, regia di Lloyd Bacon (1929)
- The Careless Age, regia di John Griffith Wray (1929)

- Congo (Vengeance), regia di Archie Mayo (1930)

- To the Last Man, regia di Henry Hathaway (1933)